# Rubel zakaukaski

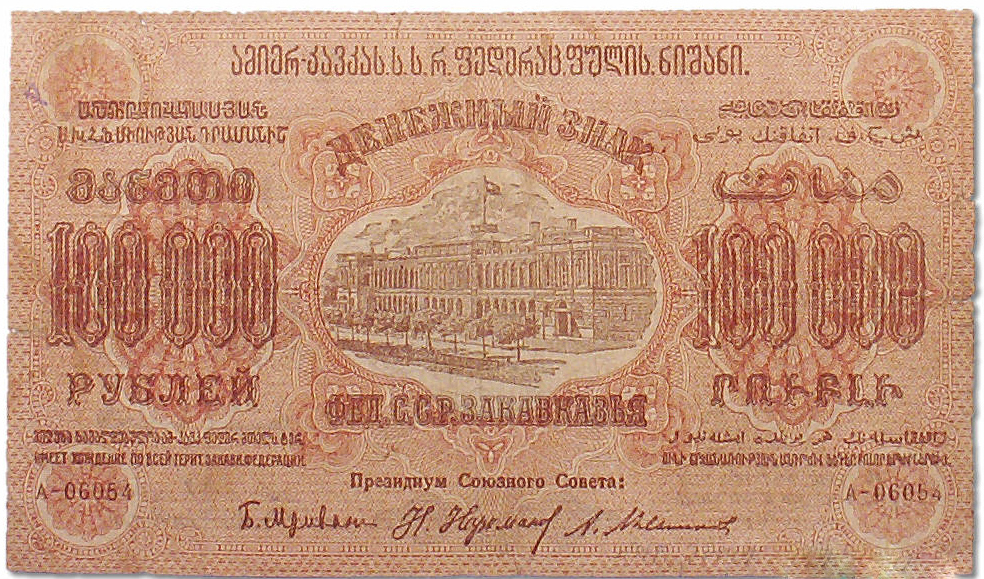
Banknot 100 000-rublowy

Rubel zakaukaski – oficjalna waluta używana na terytorium Zakaukaskiej Federacyjnej Socjalistycznej Republiki Radzieckiej w latach 1922-1936. Rubel dzielił się na sto kopiejek. Na banknotach widnieją napisy w języku rosyjskim, ormiańskim, gruzińskim oraz azerskim, zapisywanym pismem arabskim.